# Objet poséidocroiseur
Un objet poséidocroiseur est une planète mineure dont l'orbite croise celle de Neptune. Les objets poséidocroiseurs numérotés sont listés ci-dessous (liste établie en 2005). Au 15 mars 2020, 150 sont numérotés.

## Liste d'objets poséidocroiseurs numérotés
Notes : ‡ frôleur-extérieur
- (5145) Pholos
- (7066) Nessos
- (10370) Hylonomé
- (15788) 1993 SB
- (15820) 1994 TB
- (15875) 1996 TP66
- (19299) 1996 SZ4
- (20161) 1996 TR66
- (20461) Dioretsa
- (26308) 1998 SM165 ‡
- (28978) Ixion ‡
- (29981) 1999 TD10
- (32929) 1995 QY9
- (33128) 1998 BU48
- (33340) 1998 VG44
- (38628) Huya
- (42355) Typhon
- (44594) 1999 OX3
- (47932) 2000 GN171
- (52975) Cyllare
- (54520) 2000 PJ30
- (55576) Amycos
- (55638) 2002 VE95
- (60608) 2000 EE173
- (65407) 2002 RP120
- (65489) Céto
- (73480) 2002 PN34
- (78799) 2002 XW93
- (84719) 2002 VR128
- (87269) 2000 OO67
- (87555) 2000 QB243
- (88269) 2001 KF77
- (90482) Orcus
- (120216) 2004 EW95

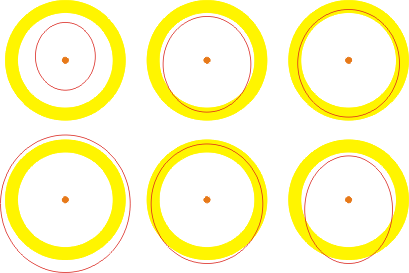
Frôleur-intérieur : au centre, en haut ;
Frôleur-extérieur : au centre, en bas ;
Co-orbital : à droite, en haut ;
Croiseur : à droite, en bas.

- (134340) Pluton et le reste du système plutonien
- (330836) Orios
- (341520) Mors-Somnus
- (385571) Otréré
- (385695) Clété
- (432949) 2012 HH2
- (450265) 2003 WU172
- (469750) 2005 PU21
- (469987) 2006 HJ123
- (470593) 2008 LP17
- (504555) 2008 SO266
- (523644) 2010 VX11
- (533209) 2014 DR143

## Quelques objets non numérotés
- 2005 VX3
- 2009 ME10
- 2011 OR17
- 2017 SN132
- 2018 MP8
- 2019 UH12
- 2020 QN6